# Myron Evans Univerzuma (film)
 Myron Evans Univerzuma , angolul The universe of Myron Evans, egy angliai tudományos dokumentumfilm. A filmet Surrey-ben (Anglia) és Wales-ben forgatták.
60 perces tudományos dokumentumfilm az Einstein Cartan Evans-elméletről (más néven ECE).

## Szereplők
- Myron Evans
- Horst Eckardt
- Jeremy Dunning Davies
- Kerry Pendergast

## Forgatási helyszínek
A filmet Dél-Wales-ben és Croydon-ban forgatták.

## Előzetes
- Mediarev TV Website

## Külső hivatkozások
- Myron Evans Univerzuma az Internet Movie Database-ben (angolul)
- Myron Evans Univerzuma a Box Office Mojón (angolul)